# Sigurd Hoel
Sigurd Hoel (Nord-Odal, 14 de diciembre de 1890 – Oslo, 14 de octubre de 1960) fue un escritor y consultor editorial noruego. Se estrenó con la colección de cuentos cortos Veien vi gaar (El camino que seguimos) en 1922. Su salto al mundo editorial tuvo lugar con la publicación de Syndere i sommersol (Pecadores de verano, 1927), obra adaptada al cine en 1934 y 2001.

## Biografía

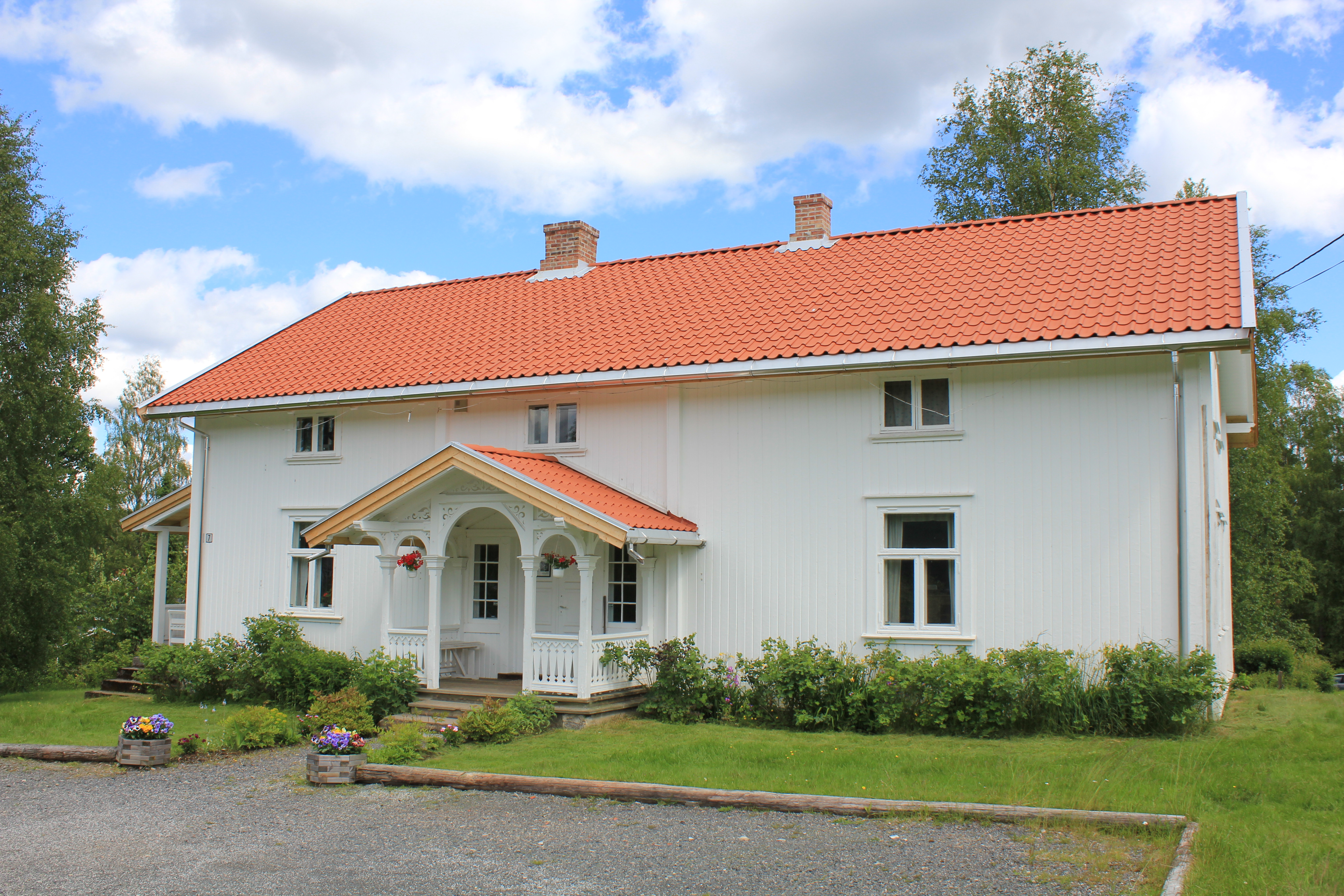
Casa donde pasó su infancia Sigurd Hoel, en Nord-Odal, provincia de Hedmark.

Hoel nació en Nord-Odal, provincia de Hedmark, hijo de un profesor, Lars Anton, y de su esposa Elisa Dorothea Hoel. Se crio en Odalen. Fue admitido al colegio de Ragna Nielsen en Kristiania, pero, al acabar sus estudios en 1909, no pudo ingresar directamente en la universidad. Trabajó durante un tiempo como vendedor de seguros antes de retomar los estudios en 1910, tiempo durante el cual se mantuvo dando clases particulares. En 1913 se convirtió en empleado del colegio Ragna Nielsen.
Durante su época universitaria, Hoel fue editor en el periódico Minerva. Su carrera literaria comenzó con la publicación de "Idioten" ("El idiota") en 1918, obra con la que ganó un concurso. Ese mismo año comenzó a trabajar en "Socialdemokraten" como crítico literario y teatral. En 1920 escribió la comedia Den Enes Død junto a su amigo Finn Bø. Harald Grieg le consiguió un trabajo como consultor editorial en Gyldendal Norsk Forlag, mientras que Erling Falk le nombró editor del Mot Dag.
En 1924 viajó a Berlín para estudiar el socialismo, y allí escribió su primera novela, Syvstjernen (La séptima estrella). Luego continuó en París, donde conoció a Nic Waal (f. 1960), con la que contrajo matrimonio en Noruega en 1927. Se divorciaron en 1936, y ese mismo año se volvió a casar, esta vez con Ada Ivan. Desde 1934 hasta 1939 Hoel trabajó junto a Wilhelm Reich, que había elegido a Oslo como lugar para exiliarse. En enero de 1934 Reich le enseñó análisis pero su práctica como terapeuta se limitó solo a cuatro pacientes.  Hoel contribuyó con el periódico de Reich, escrito en alemán, Zeitschrift für Politische Psychologie und Sexualökonomie (Diario de psicología política y economía sexual) y fue director ejecutivo de las ediciones 13 a la 15. Uno de sus ensayos más destacados se centra en los juicios de Moscú.
Durante la guerra, Hoel y su mujer volvieron a Odalen. Formó parte de la Resistencia, grupo para el que escribió varios artículos. En 1943, con Noruega bajo dominio nazi, se vio obligado a huir a Suecia.
Hoel mantuvo una breve relación con el movimiento landsmål (lit. «lengua del país»), pero más tarde hizo campaña a favor del riksmål. Fue uno de los fundadores de la Asociación de Autores en 1952 y fue presidente de la Riksmålsforbundet entre 1956 y 1959. Falleció a los 69 años de edad como consecuencia de un paro cardíaco.

## Obra
Veien til verdens ende (Carretera hacia el fin del mundo, 1933) es un retrato de la niñez ambientado en una granja y se la considera una de sus obras más destacadas, junto a otras publicaciones como la novela Møte ved Milepelen (Reunión en el peldaño, 1947). En esta novela se distancia del nazismo y retrata a la guerra como un problema. La última novela, Trollringen (El círculo Troll, 1958), también figura entre sus trabajos más conocidos.
Hoel, como consultor editorial de literatura noruega y traducida en Gyldendal ediciones, tuvo un papel importante en su país. Entre 1929 y 1959 fue editor en "Series de oro", a través de la cual introdujo una serie de autores extranjeros. La colección estaba formada por 101 libros escritos por diversos autores, entre los que destacan Ernest Hemingway, F. Scott Fitzgerald y Franz Kafka. Hoel escribió prefacios para todos los libros, y sus preferencias forman parte de la colección 50 de oro (1939) y Los últimos 51 de oro (1959).

## Premios y distinciones
- Legado Gyldendal - 1940.[7]
- Bokhandlerprisen - 1948.[8]